# Игнатов, Данила
Данила Игнатов (род. 19 июня 2001) — молдавский футболист, защитник клуба «Шериф».

## Карьера
Воспитанник клуба «Шериф», в котором и начал профессиональную карьеру. За основной состав команды дебютировал 13 октября 2022 года в матче группового этапа Лиги Европы УЕФА с испанским «Реал Сосьедад», в котором вышел на замену на 85-й минуте вместо Габи Кики.

## Достижения
«Шериф»
- Победитель Суперлиги — 2022/2023
- Обладатель Кубка Молдовы (2) — 2021/2022, 2022/2023